# Pas dels Volters
El Pas dels Volters és una collada situada a 619 m d'altitud a cavall dels termes municipals d'Àger, a la Noguera, i de Castell de Mur, dins de l'antic terme de Guàrdia de Tremp, al Pallars Jussà.
És en el sector oriental del Montsec d'Ares, a l'extrem occidental del Serrat de Fontfreda, al sud-est del Picó de Coscolla, a llevant del Pas d'Emílio, al nord-est del Canal de Coscolla i al nord-oest de la Feixa d'Alonso.